# La Fuga (grup)
La Fuga és un grup de rock espanyol format el 1996 a Reinosa, Cantàbria.

## Biografia
La Fuga va néixer l'any 1996 a Reinosa, una ciutat industrial situada al sud de Cantàbria. Els seus quatre components actuals van abandonar les seves bandes anteriors per formar un projecte una mica més sòlid.
La primera formació va ser: Edu (bateria), Rulo (guitarra i veu), Fito (guitarra solista i veu) i Iñaki (baix). Al setembre del mateix any van començar a fer concerts per Reinosa i altres llocs de la mateixa regió, incloent al seu repertori versions d'altres grups de rock nacional.
Al juny de 1997, duen a terme la gravació de la maqueta "El Camino", amb més il·lusió que mitjans tècnics. Aquesta maqueta va tenir grans resultats pel que fa a les vendes, però no tant pel que fa al so. Temes com "El Loco del Parque" o "Maldita Noche" d'aquesta mateixa maqueta, encara són demanades pel públic als concerts del grup, ja que recorden aquella primera etapa. Amb aquesta primera gravació, el grup ja anava intercalant als seus concerts les versions dels seus propis temes. Degut a l'èxit de El Camino, el grup es va plantejar la gravació del seu primer disc. Així doncs entre els mesos de febrer i març de 1998 es registren als estudis de gravació Sonido XXI.
Durant la gravació de Mira, es va incorporar al grup Nando com a guitarrita solista, substituint a Fito, que es va veure obligat a deixar el projecte per motius laborals. El grup li va dedicar el disc, davant aquesta obligació de marxar. El disc Mira conté alguns clàssics com "Primavera del 87", "Por verte sonreír" i "Al pie del cañón". Edu a la bateria, Nando a la guitarra solista, Iñaki al baix i Rulo a la guitarra i la veu, comencen una nova gira de presentació del disc.
Quan arriba el Nadal del 1998, els va sorgir la idea d'oferir un concert en acústic per recaptar fons per comprar joguines destinades als nens necessitats. El 30 de desembre del mateix any, el públic va emplenar el Teatre principal de Reinosa per assistir al concert que va quedar registat en una maqueta-cd titulada "Un juguete por navidad". Aquest disc es va produir en edició limitada, firmada i numerada de 1.000 còpies. Després d'aquesta experiència, Fito torna al grup i comencen una nova gira.
Després de moltes més gires, La Fuga abandona els escenaris per preparar el seu actual darrer disc Negociando Gasolina gravat a Sonido XXI, el gener de l'any 2005. Aquest disc va sortir a la venda l'abril del mateix any i es va mantenir dues setmanes entre els més venuts. La primera tirada va ser una edició especial amb un DVD de regal que incluia tots els videoclips rodats fins al moment, imatges de l'anterior gira i una entrevista. Un mes després van iniciar la gira de "Negociando Gasolina", la qual va arribar pràcticament a tots els punts de la geografia espanyola.
Quan van acabar el "Negociando Gasolina Tour 2005", van decidir enregistrar un disc en directe. El lloc escollit va ser la Sala Aqualung de Madrid, durant les nits del 9 i el 10 de desembre del 2005. El disc va sortir l'any 2006 en format CD o CD+DVD, sota el títol En Directo i reflecteix el potencial de La Fuga en els seus concerts.
L'any 2007 surt a la venda Nubes y claros, disc en acústic on entre cançons pròpies del grup, també trobem una versió de "Donde habita el olvido" de Joaquín Sabina. També inclou "Naufragando", una nova cançó de La Fuga.
El 2008 van treure el disc Asuntos pendientes en format CD o CD+DVD, al DVD hi ha la gravació d'un dels concerts acústics de la gira anterior. El single d'aquest disc és "No solo respirar". La gira (que va acabar a l'estiu del 2009) va ser tot un èxit, La Fuga va tocar arreu d'Espanya i Sud Amèrica i també ho va fer per primera vegada a Londres.
A l'octubre de 2009, el cantant-baixista-compositor del grup decideix deixar la banda per motius personals per crear més tard el grup Rulo y la Contrabanda, a la qual s'incorpora Fito, guitarra i cors. Els membres restants de la banda decideixen continuar fent música amb el mateix nom de banda i busquen a un cantant que substitueixi Rulo.
Després d'un hivern de treball per trobar la nova veu de la Fuga, el 2010 presenten a Pedro (ex—Mr. Fylyn) com a nou vocalista i a Raúl Serrano com a baixista. El 8 de març de 2011 surt al mercat el seu primer treball titulat Raíces.

## Discografia
- Mira (1998)
- A golpes de Rock and Roll (2000)
- A las doce (2001)
- Calles de papel (2003)
- Negociando gasolina (2005)
- En Directo, Sala Aqualung de Madrid (2006)
- Nubes y claros, Acústic (2006)
- Asuntos pendientes (2008)
- Raíces (2011)
- Más de cien amaneceres (2013)

### Maquetes
- El camino (1997)
- Un juguete por navidad, Edició limitada (1999)